# Stahlwerk (Düsseldorf)
Das Stahlwerk ist ein Veranstaltungsgelände im industriell geprägten Düsseldorfer Stadtteil Lierenfeld, das sich auf dem ehemaligen Gelände der Mannesmannröhren-Werke befindet.

## Stahlwerk

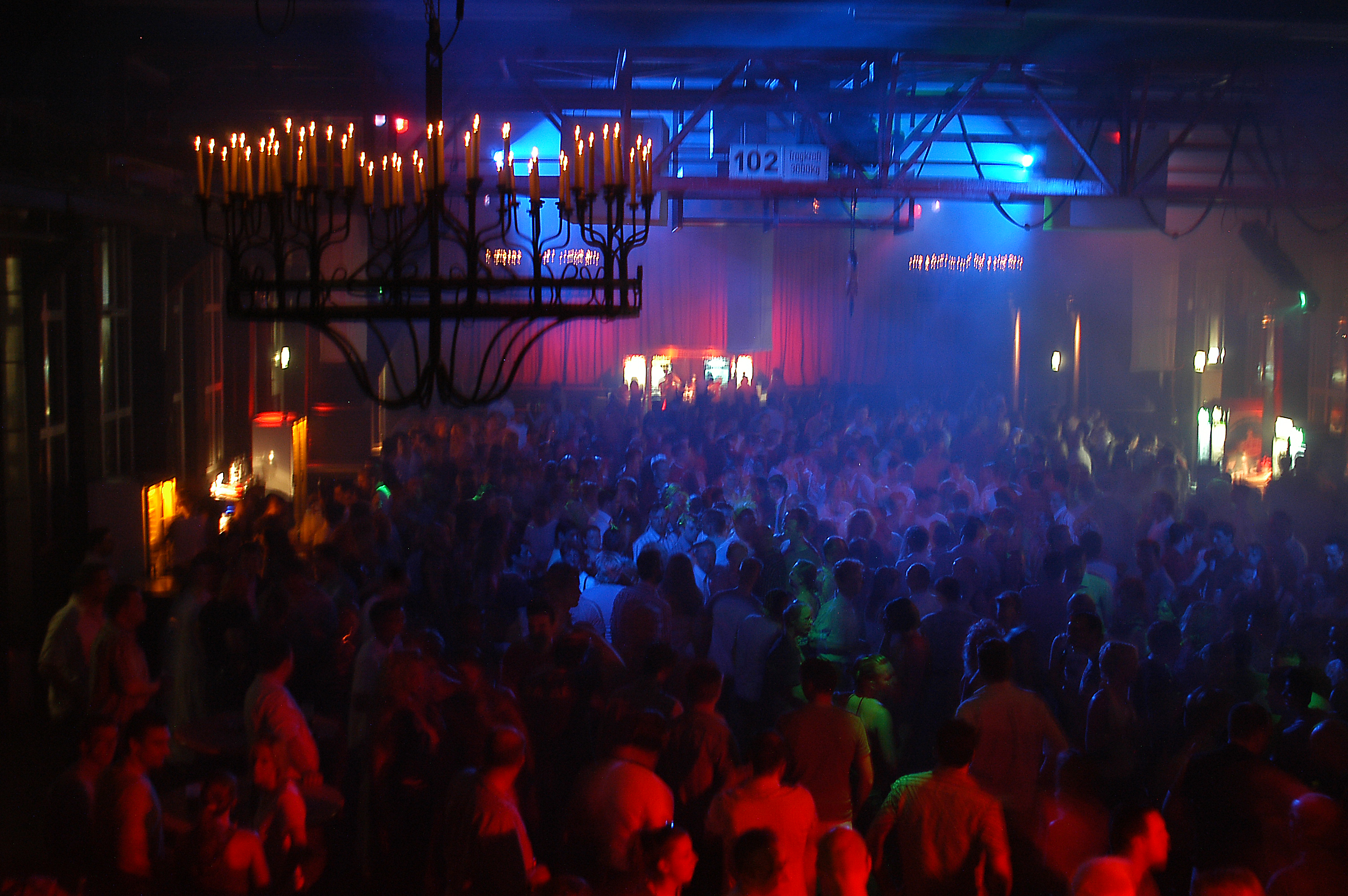
Party im Stahlwerk

Zentrum des Stahlwerks ist eine Veranstaltungshalle, die sich seit Dezember 1993 in den Räumen der ehemaligen Lehrwerkstatt der Mannesmannröhren-Werke im Industriegebiet Düsseldorf-Lierenfeld befindet. Bis 1994 hieß sie Kraftwerk. Bedenken der gleichnamigen Gruppe Kraftwerk führten zur Umbenennung in Stahlwerk.
Seitdem wurde das Stahlwerk in Nordrhein-Westfalen insbesondere als Großraumdiskothek und Veranstaltungsort für Partys bekannt. Zusätzlich gilt das Stahlwerk auch als Veranstaltungsort für Comedy, Theater und Konzerte. Es verfügt über drei voneinander unabhängige Gastronomiebereiche (Halle, Club, Café), die je nach Veranstaltungsgröße eingesetzt werden. Seit 2009 wird der Vorplatz des Stahlwerk unter dem Namen Treibgut während der Sommersaison (April bis September) als Open-Air-Location betrieben.